# ジョナタン・ビエラ
ジョナタン・ビエラ・ラモス（Jonathan Viera Ramos, 1989年10月21日 - ）は、スペイン・ラス・パルマス・デ・グラン・カナリア出身のサッカー選手。元スペイン代表。UDアルメリア所属。ポジションはミッドフィールダー。

## クラブ経歴
ラス・パルマスの下部組織出身。大胆なドリブルなどから「ラ・フェリアの宝石」とも呼ばれ、2009年5月3日、スペイン3部リーグで2部昇格を目指す中のレガネス戦（1-0）では貴重な得点を挙げた。しかし、プレーオフでスポルティングBに敗れたため昇格は叶わなかった。
2008シーズンにトップチームに昇格。2011年5月15日、バルセロナBとの試合でキャリア初のハットトリックを果たした。
2012年、バレンシアに移籍した。
2014年9月、スタンダール・リエージュへ移籍。
2015年1月2日、古巣であるラス・パルマスに期限付き移籍で復帰した。その後、ラス・パルマスに完全移籍した。
2018年2月19日、中国超級・北京国安に移籍した。移籍金は2500万ユーロ。
2019年4月、大連人職業足球倶楽部戦でハットトリックを達成した。
2021年8月23日、北京国安はジョナタン・ビエラとの契約解除を発表。同日、古巣ラス・パルマスが5年契約を締結したことを発表した。
2020年12月、エストレマドゥーラ戦で1ゴールをあげると翌週末のマヌンシア戦では2ゴール、エルチェ戦でも1アシストを記録して、この月のラ・リーガ・スマートバンク月間最優秀選手に輝いた。
その後はチームを去るまでに公式戦265試合に出場してグラン・カナリアの象徴的な選手になった。
2023年12月14日、クラブを退団したことが発表された。12月19日に会見を開き、監督のガルシア・ピミエンタと軋轢があったことを明かした。
ラス・パルマスを退団してフリーエージェントになったビエラは、2月7日にUDアルメリアに加入した。

## 代表経歴
2017年10月、スペイン代表に初召集された。同月9日、イスラエル代表との2018 FIFAワールドカップ・ヨーロッパ予選にてA代表デビューを果たした。

## 個人成績
| クラブ          | シーズン | リーグ | リーグ | カップ | カップ | 国際大会 | 国際大会 | 合計 | 合計 |
| クラブ          | シーズン | 出場   | 得点   | 出場   | 得点   | 出場     | 得点     | 出場 | 得点 |
| --------------- | -------- | ------ | ------ | ------ | ------ | -------- | -------- | ---- | ---- |
| ラス・パルマス  | 2010-11  | 31     | 7      | 0      | 0      | —        | —        | 31   | 7    |
| ラス・パルマス  | 2011-12  | 29     | 9      | 0      | 0      | —        | —        | 29   | 9    |
| 通算            | 通算     | 60     | 16     | 0      | 0      | —        | —        | 60   | 16   |
| バレンシア      | 2012-13  | 17     | 2      | 4      | 0      | 2        | 0        | 23   | 2    |
| バレンシア      | 2013-14  | 1      | 0      | 0      | 0      | 0        | 0        | 1    | 0    |
| 通算            | 通算     | 18     | 2      | 4      | 0      | 2        | 0        | 24   | 2    |
| ラージョ (loan) | 2013-14  | 0      | 0      | 0      | 0      | —        | —        | 0    | 0    |
| 通算            | 通算     | 0      | 0      | 0      | 0      | —        | —        | 0    | 0    |
| 通算            | 通算     | 78     | 18     | 4      | 0      | 2        | 0        | 84   | 18   |

## タイトル

### クラブ
北京国安
- 中国FAカップ: 2018

### 個人
- セグンダ・ディビシオン月間最優秀選手賞（英語版）: 2015年5月, 2019年12月, 2022年5月, 2022年10月
- 中国FAカップ得点王: 2018